# 尼克·奥姆拉迪奇
尼克·奥姆拉迪奇（1989年8月21日—）是一位斯洛文尼亞足球運動員。在場上的位置是側鋒。他現在效力於德國足球乙級聯賽球隊布倫瑞克足球俱樂部。他也代表斯洛文尼亞國家足球隊參賽。